# Rhipidura leucothorax
El abanico pechiblanco (Rhipidura leucothorax) es una especie de ave paseriforme de la familia Rhipiduridae endémica de Nueva Guinea.

## Subespecies
Existen tres subespecies:
- R. l. leucothorax: sector occidental, centro septentrional y sur de Nueva Guinea.
- R. l. episcopalis: sector este de Nueva Guinea.
- R. l. clamosa: sectos este y central de Nueva Guinea.

## Distribución y hábitat
Se lo encuentra en Indonesia y Papúa Nueva Guinea.
Sus hábitats naturales son los bosques bajos húmedos subtropicales o tropicales y los manglares tropicales.